# Большая Половина
Большая Половина — деревня в Юрлинском районе Пермского края на реке Сылва (приток реки Зула), в 14 км от села Юрла. Входит в состав Юрлинского сельского поселения. С востока к деревне примыкает деревня Малая Половина.

## История
Первое селение на территории современного юрлинского района была деревня Половина. Она известна с 1654 года.  По исповедным росписям Юрлинской церкви в 1773 году видно, что Большая Половина существовала. В селении находилась православная часовня, куда в день Рождества пермяками приводились бараны. Баранов пускали в часовню, где они бегали. Потом их кололи, часть съедали сами, а часть отдавали нищим. В деревне находились земское училище, кузница, имелись конная молотилка, 3 сортировки, несколько веялок, пасека. При обследовании в 1886 году в деревне числилось 46 домохозяйств. Торжки проводились 1 января в Духов день. Подсобными промыслы: извоз, бурлачество при сплаве леса по Каме, изготовление извести. В окрестностях деревни Малая Половина по логам выходят на поверхность известняки. Известно, что при строительстве церкви в селе Юрла известняк привозили из Половины.

## Население
| 1869 | 1909 | 1926 | 1958 | 1979 | 1989 | 1998 | 2010 |
| ---- | ---- | ---- | ---- | ---- | ---- | ---- | ---- |
| 343  | 365  | 403  | 202  | 147  | 89   | 100  | 116  |

## Экономика
Основные экономические отрасли: сельское хозяйство, лесное хозяйство, розничная торговля.
В поселки находится фельдшерско-акушерский пункт.

## Транспорт и связь
Транспортная сеть поселения сформирована автомобильными дорогами, главным образом, имеющими гравийное покрытие. Через Большую Половину проходит дорога Юрла-Вятчина.
В посёлке Большая Половина присутствуют услуги стационарной телефонной связи.